# Fritzens
Fritzens è un comune austriaco di 2 077 abitanti nel distretto di Innsbruck-Land, in Tirolo.